# Protochromys fellowsi
Protochromys fellowsi is een knaagdier uit de onderfamilie muizen en ratten van de Oude Wereld (Murinae) dat voorkomt op Nieuw-Guinea. Het is de enige soort van het geslacht Protochromys. Tot 1996 werd P. fellowsi tot Melomys gerekend, maar Menzies (1996) heeft aangetoond dat hij een apart geslacht verdient. P. fellowsi komt voor in het centrale gebergte van Papua Nieuw-Guinea, meestal boven 2000 m, van Porgera in het westen tot het Bismarck-gebergte in het oosten.
Deze soort wordt maximaal 180 mm lang (kop-romplengte). De staart is langer dan de kop-romplengte. De vacht van de buik is grijsachtig rood. De voortanden zijn wit of bleek geel. Het vrouwtje heeft 0+2=4 mammae.